# Попов, Матвей Тимофеевич
Матвей Тимофеевич Попов (1894—1962) — советский военачальник, участник Гражданской и Великой Отечественной войн. Дважды Краснознамёнец. Генерал-лейтенант (1943).

## Биография
Матвей Попов родился 7 (19 августа) 1894 года в селе Новошешминск (ныне — Татарстан). В 1915 году был призван на службу в Русскую императорскую армию. Участвовал в первой мировой войне, воевал наводчиком пулемёта в одном из пехотных полков Северного фронта. Дослужился до звания унтер-офицера. 
В 1918 году пошёл на службу в Рабоче-крестьянскую Красную Армию. Окончил 1-е Казанские командные пехотные курсы в 1919 году, после их окончания участвовал в боях Гражданской войны. Воевал на Восточном фронте, будучи командиром взвода, роты и батальона 1-го Казанского крепостного стрелкового полка. В 1920 году переведён на Западный фронт командиром батальона 96-го стрелкового полка 11-й стрелковой дивизии.
Приказом Революционного Военного Совета Республики № 241 в 1920 году командир батальона Матвей Попов был награждён первым орденом Красного Знамени РСФСР.
В начале 1921 года направлен на учёбу в Петроградскую Объединённую военную школу. В марте был зачислен во 2-й полк отдельной сводной бригады курсантов, в составе которого участвовал и вторично отличился во время подавления Кронштадтского восстания. Приказом Революционного Военного Совета Республики № 44 в 1922 году Матвей Попов вторично был награждён орденом Красного Знамени РСФСР.
После окончания Гражданской войны Попов продолжил службу в Красной Армии. В 1922 году он окончил Объединённую военную школу 2-й ступени в Петрограде. Служил командиром 28-й отдельной Чистопольской роты ЧОН, с августа 1925 — командир 303-го отдельного Казанского батальона ЧОН. 
В 1928 году окончил Стрелково-тактические курсы усовершенствования комсостава РККА имени III Коминтерна (курсы «Выстрел»). Далее служил с сентября 1928 года помощником командира 12-го Туркестанского стрелкового полка по строевой части, с ноября 1929 командовал батальоном полковой школы в этом полку, с мая 1931 — командир-комиссар этого полка. С апреля 1936 года — командир и военком 31-го стрелкового полка в 11-й стрелковой дивизии. В июне 1937 года назначен командиром 11-й стрелковой дивизии. С сентября 1937 года — командир 20-го стрелкового корпуса в Особой Дальневосточной Краснознамённой армии, затем командующий Хабаровской группой войск там же. С февраля 1939 года — инспектор пехоты РККА. С мая 1940 года — заместитель командующего войсками Приволжского военного округа. В 1941 году окончил курсы усовершенствования высшего начальствующего состава при Академии Генерального штаба РККА имени К. Е. Ворошилова.  
Участвовал в Великой Отечественной войне, был помощником командующего Волховским направлением Ленинградского фронта,затем помощник командующего Ленинградским фронтом по формированию войск. В июне 1942 года М. Т. Попов был переведён на должность командующего войсками Южно-Уральского военного округа. С августа 1943 года — командующий войсками Орловского военного округа. Непосредственно руководил формированиями новых советских частей в этих округах, а также отвечал за подготовку и отправку на фронт маршевого пополнения.
После окончания войны Попов продолжил службу в Советской Армии. С ноября 1945 года он был заместителем, а затем помощником командующего войсками Одесского военного округа по строевой части. В 1949 году он окончил Высшие академические курсы при Высшей военной академии имени К. Е. Ворошилова. С мая 1949 года занимал должность помощника командующего войсками Воронежского военного округа. С июня 1954 года генерал-лейтенант М. Т. Попов в запасе.
Проживал в Воронеже. Скончался 26 мая 1962 года. Похоронен в Воронеже на Коминтерновском кладбище, на могиле установлен бюст.

## Награды
- два ордена Ленина (16.08.1936, 21.02.1945)
- четыре ордена Красного Знамени (17.05.1920, 16.02.1922[5], 3.11.1944, 24.06.1948)
- орден Отечественной войны I степени (12.01.1943)
- орден Красной Звезды
- медаль «За оборону Ленинграда»
- другие медали СССР[2]

## Воинские звания
- полковник (17.02.1936)
- комбриг (29.04.1937)
- комдив (17.02.1938)
- генерал-майор (4.06.1940)
- генерал-лейтенант (1.09.1943)